# Fifty-Sixty
«Fifty-Sixty» (en español, Cincuenta-Sesenta) es el segundo «sencillo» del álbum Psychédélices, de Alizée, la cual muchos ya la han escuchado porque ésta se había elegido como primer sencillo pero a última hora, el primer sencillo fue remplazado por Mademoiselle Juliette porque Alizée creó una votación en la red para que sus fanes votaran por cual sería el segundo sencillo y estos votaron por Fifty-Sixty. La música fue compuesta por su esposo, Jérémy Châtelain, con letras escritas por él y por Jean Faurique. La canción incluye muchos efectos hechos por computadora, aunque sin llegar a considerarla como electrónica.

## Letra
La letra de Fifty-Sixty fue basada en la vida de una modelo que en la década de 1960 estuvo en la cumbre de su fama. En la letra, a ella le cuesta trabajo aceptar que el rock, la época hippie y todo acerca de los 60's ha acabado. Dicha modelo fue guiada por Andy Warhol, y posiblemente esté inspirada en Edie Sedgwick. La canción habla de que lo único que dice Andy es: Que ella es la más bella de todas las modelos.

## Concierto
La canción fue interpretada en vivo por primera vez en un concierto organizado en Estrasburgo, Francia, en la estación de televisión W9/M6.

## Distribución en Internet
De acuerdo con Alizée en las entrevistas, un miembro de su equipo de trabajo ha distribuido clips de la canción en internet sin permiso. Los clips fueron distribuidos en YouTube, Wat.Tv, y DailyMotion como en otras páginas de internet, a mediados de 2007. La versión original del álbum difiere un poco de la distribuida en internet. También el video original fue transmitido en YouTube y otras páginas antes de ser planeado originalmente su estreno, y poco después, la licencia de transmisión del video fue retirada por la discográfica Sony BMG.

## Video
Mientras tanto el primero o el único video de Alizée ya salió. El video es como Alizée y sus amigas posan ropa y ellas tienen una pasarela es como una tarde en la que se cambian de "look" este video ya se puede disfrutar en YouTube, música, pero lamentablemente no en su sitio oficial; ver Alizée Fifty-Sixty (Video Oficial).
El video en blanco y negro presenta animaciones que presentan la clásica animación japonesa en color (un extracto de Moero! Top Striker o Gol en Latinoamérica, tal vez el anime fue escogido ya que la historia de este anime desarrolla en Italia país vecino de Francia, aunque mucho a primera vista confunden este anime con capitán tsubasa). Si se presta atención, al inicio del video Alizée pone el disco blanco de Psychédélices en su versión normal pero al voltearlo aparece la portada del sencillo en venta Mademoiselle Juliette.
Videos Remixes Oficiales:
- Fifty-Sixty (Rolf Honey Remix)

- Fifty-Sixty (David Rubato Remix)

## Posiciones en listas
| País                               | Posición más alta |
| ---------------------------------- | ----------------- |
| México Top 100                     | 5                 |
| Los 10+ pedidos, MTV Norte         | 1(X11)            |
| Los 10+ pedidos, MTV Sur           | 3                 |
| México Top 100 descargas digitales | 1                 |

### Éxito en MTV
El video ha sido un éxito total en la cadena de televisión, MTV Norte. En el conteo de Los 10+ pedidos, la canción completó 77 días en el conteo, de los cuales, 11 días ha estado en el primer lugar, así, "Fifty-Sixty" obtiene mayor éxito a comparación con el anterior sencillo, Mademoiselle Juliette (que sólo estuvo 38 días en el conteo, y sólo logró estar 3 días en el primer lugar, logrando un éxito regular), además, la canción ha logrado derrotar a varios artistas que han estado en ese conteo en ocasiones anteriores y con ese mismo nivel de popularidad, tales como Linkin Park, Fergie, Rihanna, Madonna, 30 Seconds to Mars, Panic at the Disco, Fall Out Boy, Jamiroquai entre otros, o sea Fifty Sixty ha sido un éxito total. La canción logró la posición #7 en Los 100 + Pedidos del 2008 en Mtv Latinoamérica superando a artistas como Katy Perry Paramore Tokio Hotel Belanova y Kudai)  .

## Nominaciones
Gracias a este video también Alizée quedó nominada en Los Premios MTV 2008 ya que estuvo en el lapso de tiempo para participar.
Esta nominación se une con otras como:
- Premios Oye 2008: Álbum del Año (Inglés)
- Lunas del Auditorio 2008: Pop de Lengua Extranjera (Ganadora)